# Kentzou
Kentzou es una comuna camerunesa perteneciente al departamento de Kadey de la región del Este. Como arrondissement recibe el nombre de Bombé.
Se ubica sobre la carretera N10 en el este de la región, a orillas del río Kadéï. Su territorio es fronterizo con la prefectura centroafricana de Mambéré-Kadéï.
Por su posición en la frontera con la República Centroafricana, país que a lo largo del siglo XXI ha sufrido continuas guerras civiles, no es posible determinar con precisión el número de habitantes de esta comuna, ya que ha acogido a varios miles de refugiados de esos conflictos.

## Localidades
La comuna incluye las siguientes localidades:
- Banda
- Bellkoungou
- Doube
- Gbadjanga
- Gbadjim
- Gbassia
- Gbeli
- Gbogoe
- Gbolegbole
- Gogogbangolo
- Gomala
- Konga
- Lindi
- Lolo
- Mbabone
- Mbile
- Mbombe
- Mbouye
- Mekpolo
- Mpaka
- Mpouyanga
- Nagounte
- Ndogbeli
- Ngouandji
- Niewa
- Oka
- Sadji
- Same
- Sembe
- Sololo
- Wasse
- Yamtari